# Миронова, Зоя Сергеевна
Зоя Сергеевна Миронова (урождённая Носкова; 10 мая 1913 года, Москва — 4 мая 2008 года, Москва) — советская конькобежка, с 1940-х годов — врач-ортопед, основательница спортивной травматологии в СССР.
Заслуженный мастер спорта СССР (19..). Чемпионка СССР 1933, 1934 по конькобежному спорту. Выступала за Москву, клуб «Медик».
Доктор медицинских наук (1962; кандидат медицинских наук, 1946), профессор (1967), заслуженный деятель науки РСФСР (1976), лауреат Государственной премии СССР (1985). В 1952—1983 годах — заведующая отделением спортивной, балетной и цирковой травмы ЦИТО. Главный врач сборной СССР на всех Олимпийских играх 1956—1980 годов. Майор.

## Биография
Зоя Сергеевна родилась в Москве в семье ткацкого мастера Сергея Николаевича Носкова. Жили небогато, в семье было четверо детей, но родители понимали и поддерживали увлечение дочери, которая очень любила кататься на коньках. Первые “снегурки” у неё появились, когда ей было лет шесть-семь. Повзрослев, она тренировалась на стадионе “Строитель”, где имелась настоящая беговая дорожка и каждый год выступала в соревнованиях на первенстве района, города. В 1929 году Зоя окончила школу и устроилась на работу в библиотеку Исторического музея. 
Она продолжала выступать на соревнованиях, вскоре 16-летняя спортсменка начала тренироваться под руководством известного велогонщика, тренера по конькобежному спорту Павла Дмитриевича Миронова — своего будущего супруга, с которым поженились в 1931 году. На чемпионате СССР 1933 года Зоя установила новый всесоюзный рекорд сразу на двух дистанциях — 500 и 1500 метров и по сумме баллов на четырёх дистанциях стала чемпионкой Советского Союза. Свой успех она повторила на следующий год, став двукратной чемпионкой страны. 
В 1935 году она стала бронзовым призёром на чемпионате СССР в абсолютном зачёте, а потом ей предложили вместе с группой ведущих спортсменов страны поступать в 1-й медицинский институт. Медицина все больше захватывала её и хотя спортом она продолжала заниматься до 1940 года, профессия врача вышла на первый план. Ещё в 1929 году Зоя хотела поступать в МХТИ, но из-за возраста её не приняли, а в 1935 году она поступила в Первый медицинский институт; 

### Медицинская карьера
На четвёртом курсе выбрала специализацию «хирургия» (этому выбору способствовала перенесённая ею в 1938 году успешная операция в связи с травмой колена, полученной при подготовке к чемпионату страны); работала в больнице «Медсантруд» (ныне — Яузская больница) наркотизатором, затем — помощником ординатора. В 1940 году, окончив институт, по распределению попала врачом в консультацию № 9 города Москвы.
Когда началась Великая Отечественная война, Миронова отказалась эвакуироваться (хотя имела на это право как мать 6-месячного ребёнка) и вернулась в Яузскую больницу — эвакогоспиталь № 5004. Там она попросилась в самое тяжёлое отделение, где лежали больные с переломами бедра или тазобедренного сустава.
После того, как приехавший с фронта известный хирург профессор С. С. Юдин рассказал о сделанной им операции по экзартикуляции бедра с одновременным переливанием крови более трех литров, позволившую остановить воспалительный процесс (первая операция такого рода), Зоя Миронова вскоре повторила подобную операцию, а осенью 1946 года защитила кандидатскую диссертацию по теме «Экзартикуляция бедра при тяжелых гнойных огнестрельных кокситах».
После войны Миронова продолжала много оперировать.

### Спортивная медицина
Как врач Миронова неоднократно выезжала на велогонки (впервые — ещё в 1938 году в качестве медсестры сопровождала многодневную велогонку Москва — Харьков — Киев — Минск — Москва).
После решения об участии СССР в Олимпийских играх 1952 года главным травматологом олимпийской команды был назначен директор ЦИТО академик Н. Н. Приоров, который пригласил Миронову в помощники. В Хельсинки Миронова не смогла поехать из-за того, что были репрессированы её отец и муж, однако она подробно описала травмы, полученные спортсменами в период подготовки к Играм. По результатам этих записей Приоров сделал доклад в Министерстве здравоохранения, по итогам которого в ЦИТО в 1952 году было создано отделение спортивной, балетной и цирковой травмы; по приглашению Приорова отделение возглавила Зоя Миронова.
Первую операцию «звёздному» спортсмену Миронова сделала в 1954 году — тогда произошёл разрыв ахиллова сухожилия у гимнаста Валентина Муратова. Операция и восстановление прошли успешно, и в 1956 году Муратов стал абсолютным чемпионом СССР и 3-кратным олимпийским чемпионом. Потом она лечила многих знаменитых спортсменов — тяжелоатлета Юрия Власова (удалила карбункулы на бедре накануне его победного выступления на ОИ 1960), хоккеиста Александра Якушева, гандболиста Александра Каршакевича… А гимнастка Софья Муратова, которой Зоя Сергеевна сделала успешную операцию по поводу микротравмы колена за месяц до ОИ 1960, подарила ей выигранную на этих Играх золотую олимпийскую медаль.
По результатам сделанных ею в 1952—1962 годах 931 операции на коленном суставе в 1962 году Миронова защитила докторскую диссертацию на тему «Повреждение менисков и связок коленного сустава при занятиях спортом». Член КПСС с 1973 года. Долгие годы Миронова была одним из ведущих специалистов по спортивной травме в мире. В 1983 году она передала руководство отделением своему сыну Сергею. 
С 1996 по 1998 год работала врачом-консультантом Центра спортивной и балетной травмы и реабилитации Минздрава РФ. Последнюю операцию она сделала в 77 лет, а консультировала — почти до 93 лет.
Зоя Сергеевна умерла 4 мая 2008 года в возрасте 95 лет.

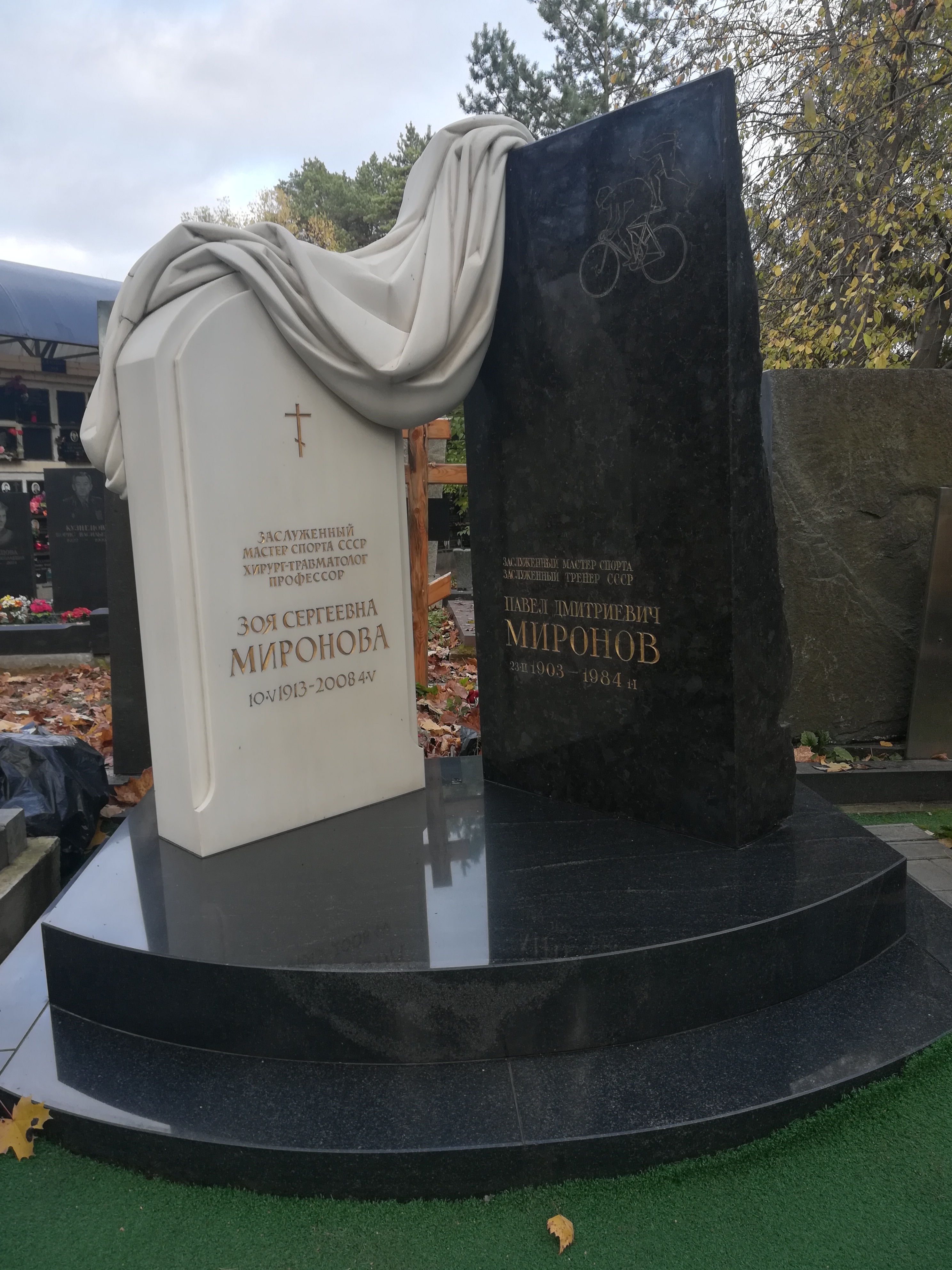
Могила Зои и Павла Мироновых

Похоронена на Кунцевском кладбище Москвы, рядом с могилой мужа.

## Семья
Отец — Сергей Николаевич Носков (1873—1957) — ткацкий мастер, начальник цеха московской фабрики «Декоративткань»; за изготовления занавеса для Большого театра был награждён орденом Ленина; в 1938 году был репрессирован. Мать — Дарья Фёдоровна Носкова (1878—1958).
Муж — Павел Дмитриевич Миронов (1903—1984) — заслуженный мастер спорта СССР, заслуженный тренер СССР, неоднократный чемпион СССР по велоспорту, бронзовый призёр чемпионатов СССР 1932 и 1934 по конькобежному спорту; в 1943 году был репрессирован.
Сыновья:
- Николай Павлович Миронов (р. 1940) — доктор медицинских наук, профессор, заслуженный врач РФ, главный врач Волынской клинической больницы № 1 Главного медицинского управления Управления делами Президента РФ.
- Сергей Павлович Миронов (1948-2023) — академик РАН и РАМН, заместитель Управляющего делами Президента Российской Федерации — начальник Главного медицинского управления Управления делами Президента Российской Федерации, директор ГУН ЦИТО имени Н. Н. Приорова.

## Спортивные достижения
|                |      | Многоборье | Многоборье | 500 м    | 1000 м     | 1500 м     | 3000 м     |
| -------------- | ---- | ---------- | ---------- | -------- | ---------- | ---------- | ---------- |
| Чемпионат СССР | 1933 | чемпионка  | 116,100    | 55,6 (2) |            | 3.01,5 (3) |            |
|                | 1934 | чемпионка  | 174,733    | 55,9 (1) | 1.52,2 (1) | 3.08,2 (4) |            |
|                | 1935 | 3-е место  | 235,890    | 53,6 (3) | 1.55,1 (3) | 3.04,9 (4) | 6.18,6 (4) |

Рекорды СССР
```
   500 м       53,9                  11.01.1934   
Москва

  1000 м     1.53,7                  18.02.1934   
Харьков

             1.52,2                   7.03.1934   
Москва

  1500 м     2.52,0                  21.02.1935   
Москва
, Ч СССР
  3000 м     6.10,6  
выше РМ
[
прим 3
]
        1933   
Москва
```

1. ↑  Первенство 1933 разыгрывалось по итогам двух дистанций
2. ↑  Первенство 1934 разыгрывалось по итогам трёх дистанций
3. ↑  Результат превышал официальный мировой рекорд Софьи Неринговой (6.52,8), установленный ею в 1931 году.

## Книги

### Мемуары
- Миронова З. С. Вместо выбывшего из игры… / Лит. запись М. Ямпольского. — М.: «Молодая гвардия», 1970. — 304 с. — (Спорт и личность).
- Миронова З. С. Возвращение чемпиона / Лит. запись М. Ямпольского. — М.: «Молодая гвардия», 1976. — 192 с. — (Спорт и личность).
- Миронова З. С. Форвард продолжает борьбу / Лит. запись М. Ямпольского. — М.: «Молодая гвардия», 1980. — 208 с. — (Спорт и личность).
- Миронова З. С., Миронов С. П. Даруя победу / Лит. запись Е. Рерих. — М.: NDE MEDIA, 2002. — 208 с.

### Научные труды
Автор более 200 научных работ, в том числе 11 монографий.
- Миронова З. С. Повреждения менисков, боковых и крестообразных связок коленного сустава при занятиях спортом: Пособие для врачей, работающих в области спортивной медицины. — М.: «Медгиз», 1962. — 136 с.
- Миронова З. С. Профилактика и лечение спортивных травм / Под ред. А. М. Дворкина. — М.: «Медицина», 1965. — 158 с.
- Миронова З. С., Черкасова Т. И., Башкиров Ф. И. Подкожные разрывы ахиллова сухожилия. — Ташкент: «Медицина», 1974. — 114 с.
- Миронова З. С., Морозова Е. М. Спортивная травматология — М.: «Физкультура и спорт», 1976. — 152 с.
- Миронова З. С. Повреждения и заболевания опорно-двигательного аппарата у артистов балета / Под ред. М. В. Волкова; АМН СССР. — М.: «Медицина», 1976. — 320 с.
- Миронова З. С., Мартенс А. С., Инагамджанов Т. И. Ошибки и осложнения в диагностике и лечении больных с внутрисуставными повреждениями и заболеваниями коленного сустава. — Ташкент: «Медицина», 1982. — 100 с.
- Миронова З. С., Фалех Ф. Ю. Артроскопия и артрография коленного сустава. — М.: «Медицина», 1982. — 112 с.

### Научно-популярные издания
- Миронова З. С., Хейфец Л. З. Профилактика травм в спорте и доврачебная помощь. — М.: «Физкультура и спорт», 1962 (2-е издание — 1966). — 48 с — (Библиотечка чемпиона).
- Миронова З. С. Каким видом спорта мне заниматься? — М.: «Знание», 1967. — 32 с.

## Награды

### Государственные награды России
- Орден «За заслуги перед Отечеством» IV степени (10 мая 2003) — за большой вклад в развитие медицинской науки и здравоохранения[b 1].
- Орден Почёта (12 апреля 2001) — за большой вклад в развитие здравоохранения и многолетнюю добросовестную работу[b 2].
- Орден Дружбы (19 апреля 1995) — за заслуги в развитии физической культуры и спорта и большой личный вклад в возрождение и становление спортивного общества «Спартак»[b 3].
- Благодарность Президента Российской Федерации (9 мая 1998) — за большой личный вклад в развитие медицинской науки и подготовку высококвалифицированных кадров[b 4].

### Государственные награды СССР
- Орден Ленина (1980)
- Два ордена «Знак Почёта» (27.04.1957 — «за успехи, достигнутые в деле развития массового физкультурного движения в стране, повышения мастерства советских спортсменов, и успешное выступление на международных соревнованиях»; 1972)
- Медаль «За трудовую доблесть» (16.09.1960) — за успешные выступления в XVII летних и VIII зимних Олимпийских играх 1960 года, а также за выдающиеся спортивные достижения[1]
- Медаль «За оборону Москвы» (1944)
- Медаль «За победу над Германией в Великой Отечественной войне 1941—1945 гг.» (1945)[b 5]

### Международные награды
- Олимпийский орден (серебряный знак, 1980)[b 6]
- Олимпийский орден (бронзовый знак, 1976)[b 6]. Зоя Миронова первой в СССР была удостоена Олимпийского ордена (учреждён в 1974 году) и единственной — удостоена дважды.
- Международная премия Ф. Ноэль-Бейкера (1975, учреждена Международным советом физического воспитания и спорта)

### Прочие награды
- Премия города Москвы «Легенда века» (11 июня 2003) — за выдающийся вклад в развитие отечественного здравоохранения, уникальные разработки в области спортивной и балетной травматологии и ортопедии[b 7]
- Лауреат Национальной премии «Призвание» за 2001 год в номинации «За верность профессии»[b 8]

### Награды
1. ↑  Указ Президента РФ от 10 мая 2003 г. № 522
2. ↑  Указ Президента РФ от 12 апреля 2001 г. № 424
3. ↑  Указ Президента РФ от 19 апреля 1995 г. № 384
4. ↑  Распоряжение Президента Российской Федерации от 9 мая 1998 года № 164-рп «О поощрении Мироновой З. С.» Дата обращения: 6 октября 2019. Архивировано 6 октября 2019 года.
5. ↑  Акт о вручении медалей «За победу над Германией в Великой Отечественной войне 1941—1945 гг.» в Эвакогоспитале № 5004. 
 Наградной лист в электронном банке документов «Подвиг народа».
6. 1 2  К 100-летию, 2013, с. 38.
7. ↑  Указ Мэра Москвы от 11 июня 2003 года № 22-УМ «О лауреатах премии города Москвы 2003 года «Легенда века»
8. ↑  Лучшие врачи России. www.prizvanie.ru. Дата обращения: 10 мая 2019. Архивировано 10 мая 2019 года.